# Kapsa furcifrons
Kapsa furcifrons är en insektsart som först beskrevs av Jacobi 1941.  Kapsa furcifrons ingår i släktet Kapsa och familjen dvärgstritar. Inga underarter finns listade i Catalogue of Life.